# Tetney
Tetney è una cittadina di 1.725 abitanti della contea del Lincolnshire, in Inghilterra.